# Карл Антонович фон Меєр
Карл Антонович фон Меєр (рос. Карл Антонович фон Мейер) — російський ботанік-систематик.

## Біографія
Вивчав природничу історію в Дерптському університеті у Карла Фрідріх фон Ледебура.
Разом з Олександром Бунге був помічником Ледебура у подорожі по Алтаю і Джунгарії, а потім і у роботі над «Флорою Алтаю».
Був помічником директора (1831), а потім директором Імператорського ботанічного саду у Санкт-Петербурзі.
«Ботанічний магазин К. А. Меєра» розміщувався у Москві на вулиці Кузнецький міст в будинку № 22-24.

## Деякі наукові роботи
- «Verzeichnis der Pflanzen, welche während der 1829—1830 unternommenen Reise im Kaukasus und in Provinzen am westlichen Ufer des kaspischen Meeres gefunden und gesammelt worden sind» (СПб., 1831)
- «Verzeichnis der im Jahre 1833 am Saisang Nor und am Irtysch gesammelten Pflanzen» (СПб., 1841)
- «Florula provinciae Tambow» (СПб., 1844)
- «Versuch einer Monographie der Gattung Ephedra» (СПб., 1846)[2]
- «Florula provinciae Wiatka» (СПб. і Лейпциг, 1848).

## Іменем Меєра названі
- Crataegus meyeri Pojark.